# 土壤侵蝕

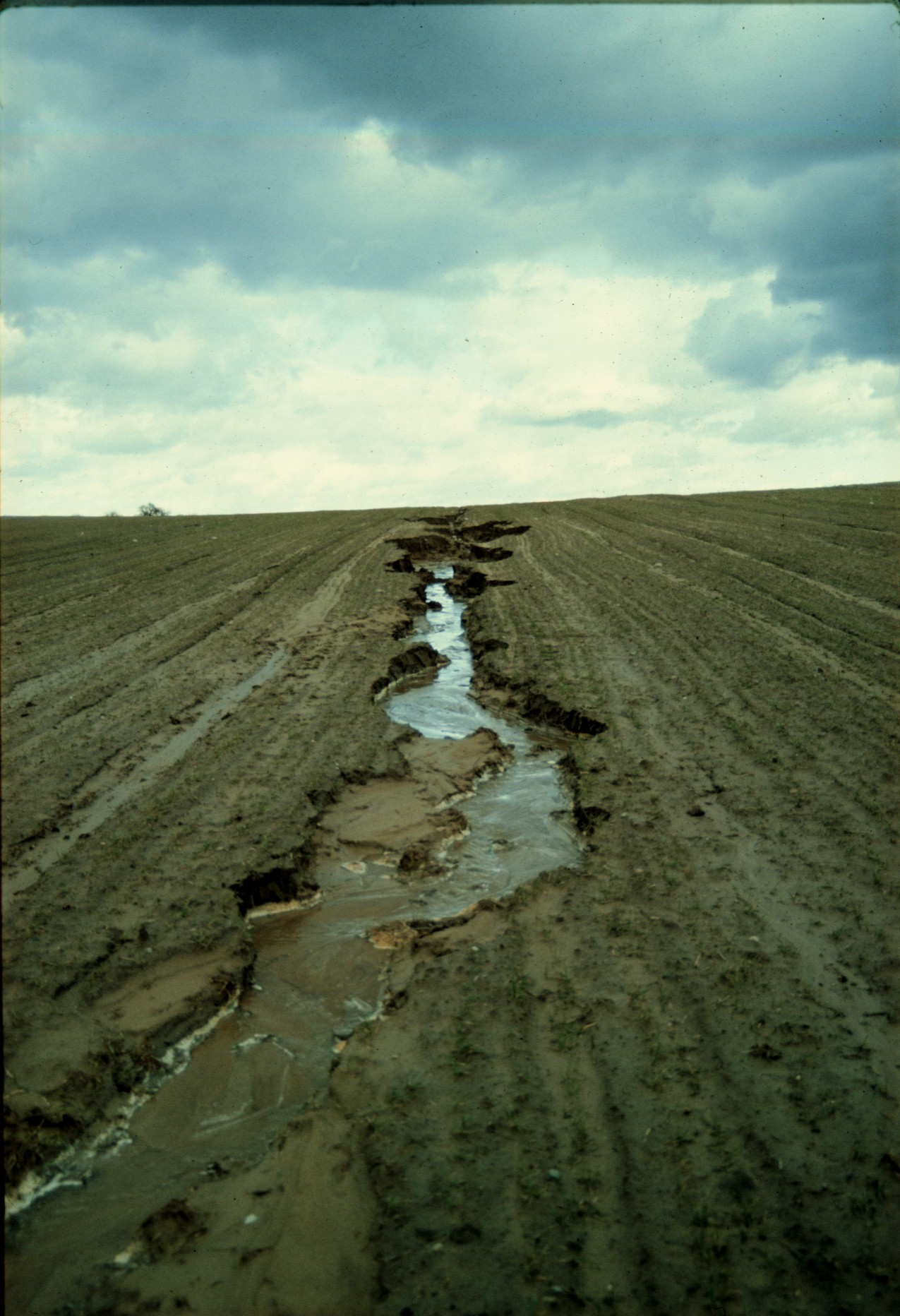

土壤侵蝕是土壤退化的一種形式。 土地的侵蝕是在所有土地上自然發生的過程。土壤侵蝕的因素是水和風，每年造成大量的土壤流失。土壤侵蝕可能是一個緩慢的過程，持續相對未被注意到，或者它可能以驚人的速率發生，導致表土嚴重損失。農田土壤的損失可能反映在減少作物生產潛力，降低地表水質和破壞排水網絡。
雖然侵蝕是一個自然過程，但人類活動卻增加了全球侵蝕發生率的10至40倍。過度（或加速）侵蝕導致現場和非現場問題。現場影響包括由於營養豐富的上層土層的損失，農業生產力、自然景觀和生態崩潰在某些情況下，最終的結果是荒漠化。場外影響包括河流的侵蝕、農業泥沙輸送和水體富營養化、以及與道路和房屋相關的沉積物相關的損害。水和風蝕是土地退化的兩個主要原因；結合起來，他們負責全球退化土地面積的約84％，使過度侵蝕成為世界上最重要的環境問題。毀林、道路、人為氣候變化和城市擴張是其對人類活動侵蝕。然而，有許多可以減少或限制脆弱土壤侵蝕的預防和補救做法。

## 物理過程

### 降雨和地表徑流

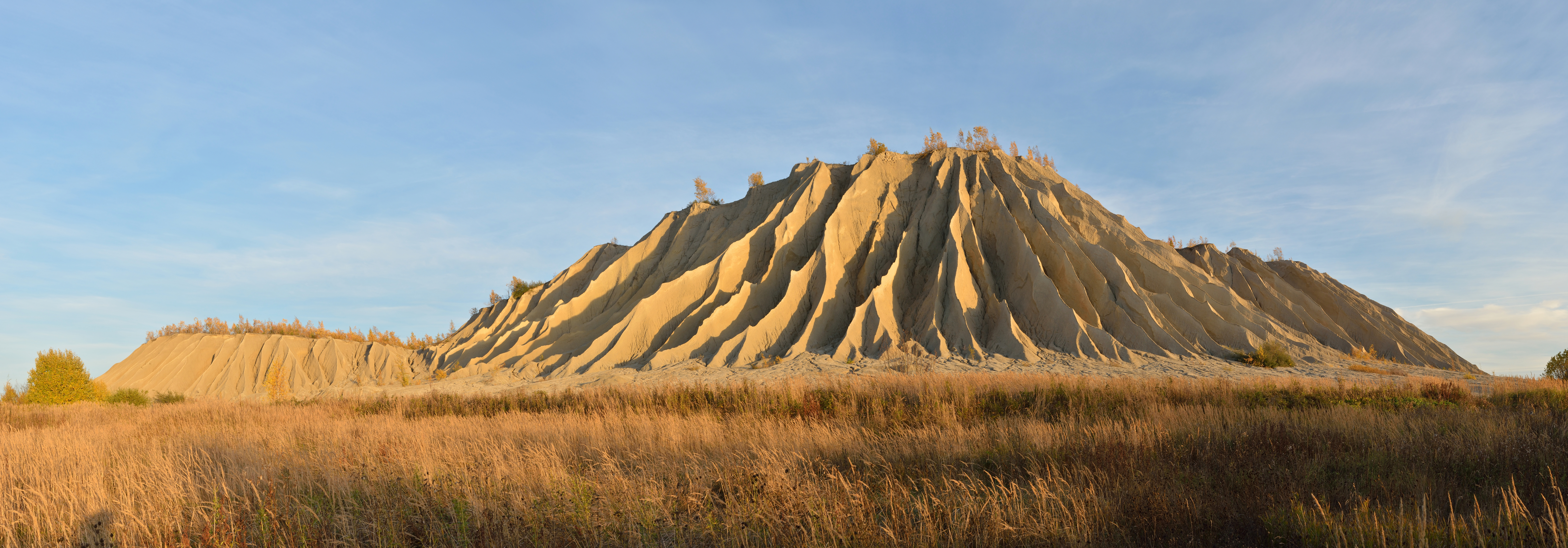
愛沙尼亞，降雨造成的侵蝕過程

降雨和可能由降雨產生的地表徑流產生四種主要類型的水土流失：飛濺侵蝕、板材侵蝕、侵蝕、溝蝕。濺水侵蝕通常被認為是土壤侵蝕過程中的第一和最不嚴重的階段，其後是板材侵蝕，然後是侵蝕，最後是溝槽侵蝕（四個中最嚴重的）。
在飛濺侵蝕中，降雨在土壤中會產生一個小火山口， 噴射土壤顆粒。這些土壤顆粒行進的距離在水平地面上可以高達0.6米（2英尺）垂直和1.5米（5英尺）。
如果表面徑流土壤飽和，或者如果降雨率大於水可以滲入土壤的速率，則表面徑流發生。 如果徑流具有足夠的流動能量，它會將鬆散的土壤顆粒運輸到斜坡上。板材侵蝕是通過陸上流動運輸鬆散的土壤顆粒。
侵蝕指的是小的、短暫的集中的流動路徑的發展，其作為沈積物源和沉積物遞送系統用於在山坡上侵蝕。一般來說，在乾旱旱地地區的水土流失率最大的地方，河流活動活躍。溝槽中的流動深度通常為幾厘米（約一英寸）或更小的量級，並且沿通道的斜率可能相當陡。這意味著，河流表現出水力物理學與流經更深，更寬的河流和河流的水非常不同。
當暴雨或融化的雪期間或之後，當徑流水積聚並在狹窄通道中迅速流動時，發生溝槽侵蝕，從而將土壤移除到相當深的深度。

### 河流和溪流

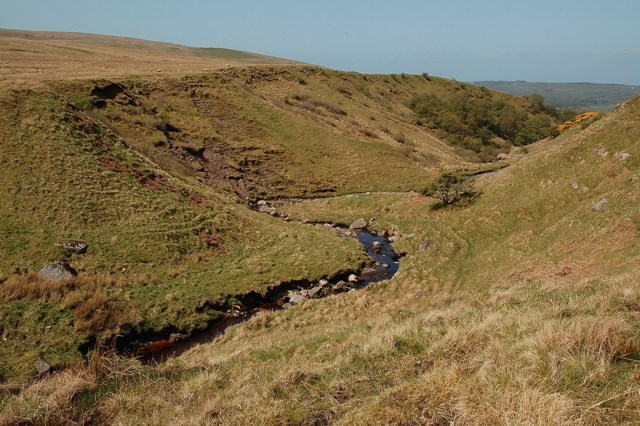
這張照片說明了影響同一地方的兩種不同類型的侵蝕。由於河流的流動，河谷侵蝕正在發生，位於邊緣的冰礫和石頭（以及大部分土壤）是隨著冰川在地形上流動而留下的。

河流侵蝕發生在沿著線性特徵的連續水流的情況下。侵蝕是向下，深化山谷和源頭侵蝕，將山谷延伸到山坡，創造陡岸。在流侵蝕的最早階段，侵蝕活動主要是垂直的，谷地具有典型的V橫截面，並且流坡度相對陡峭。當達到一定程度時，侵蝕活動切換到橫向侵蝕，這擴大了谷底並產生了狹窄的漫灘。流體梯度變得接近平坦，並且沉積物的橫向沉積變得重要，因為流體流過谷底。在流侵蝕的所有階段中，到目前為止，在洪水時期發生最大的侵蝕，當更多和更快移動的水可用於攜帶更大的沉積物負荷時。在這樣的過程中，不是單獨的水侵蝕：懸浮的磨料顆粒，卵石和石頭也可以在它們穿過表面時在被稱為牽引的過程中侵蝕性地起作用。
河岸侵蝕是河岸的磨損。 這不同於水道床上的變化，其被稱為“沖刷”。 侵蝕和河岸形式的變化可以通過將金屬桿插入堤岸並在不同時間沿著桿標記堤岸表面的位置來測量。
熱侵蝕是由於移動水而熔化和削弱永久凍土的結果。 它可以發生在沿河和海岸。在西伯利亞觀察到的快速消失是由於熱侵蝕，因為河岸的這些部分由永凍土膠結的非粘性材料組成。

### 洪水
在極高的流量下，漩渦由大量快速沖刷的水形成。例子：大洪水它在華盛頓州哥倫比亞盆地地區的沖成廣大河溝地形。

### 風蝕

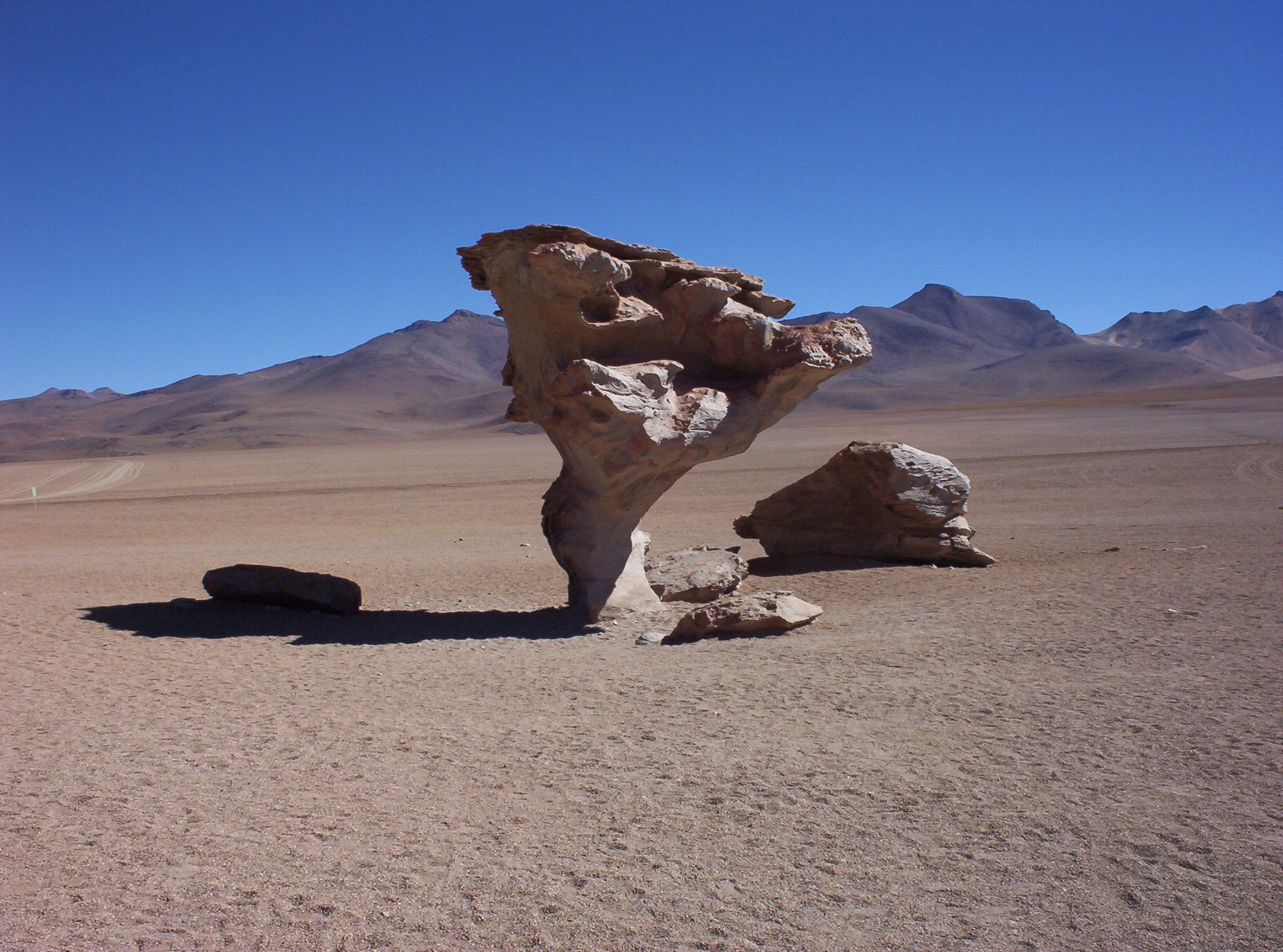
阿爾及利亞，由風蝕造成的岩層。

風蝕是一種主要的地貌力，特別是在乾旱地區和半乾旱地區。它還是土地退化、蒸發、荒漠化，有害的空氣中粉塵和作物損害的主要來源-特別是在人類活動如砍伐森林、城市化和農業。
在乾旱地區和乾旱時期，風蝕嚴重得多。例如，在北美大平原中，估計由於風蝕造成的土壤損失在乾旱年可能比在濕年高達6100倍。

### 崩壞作用

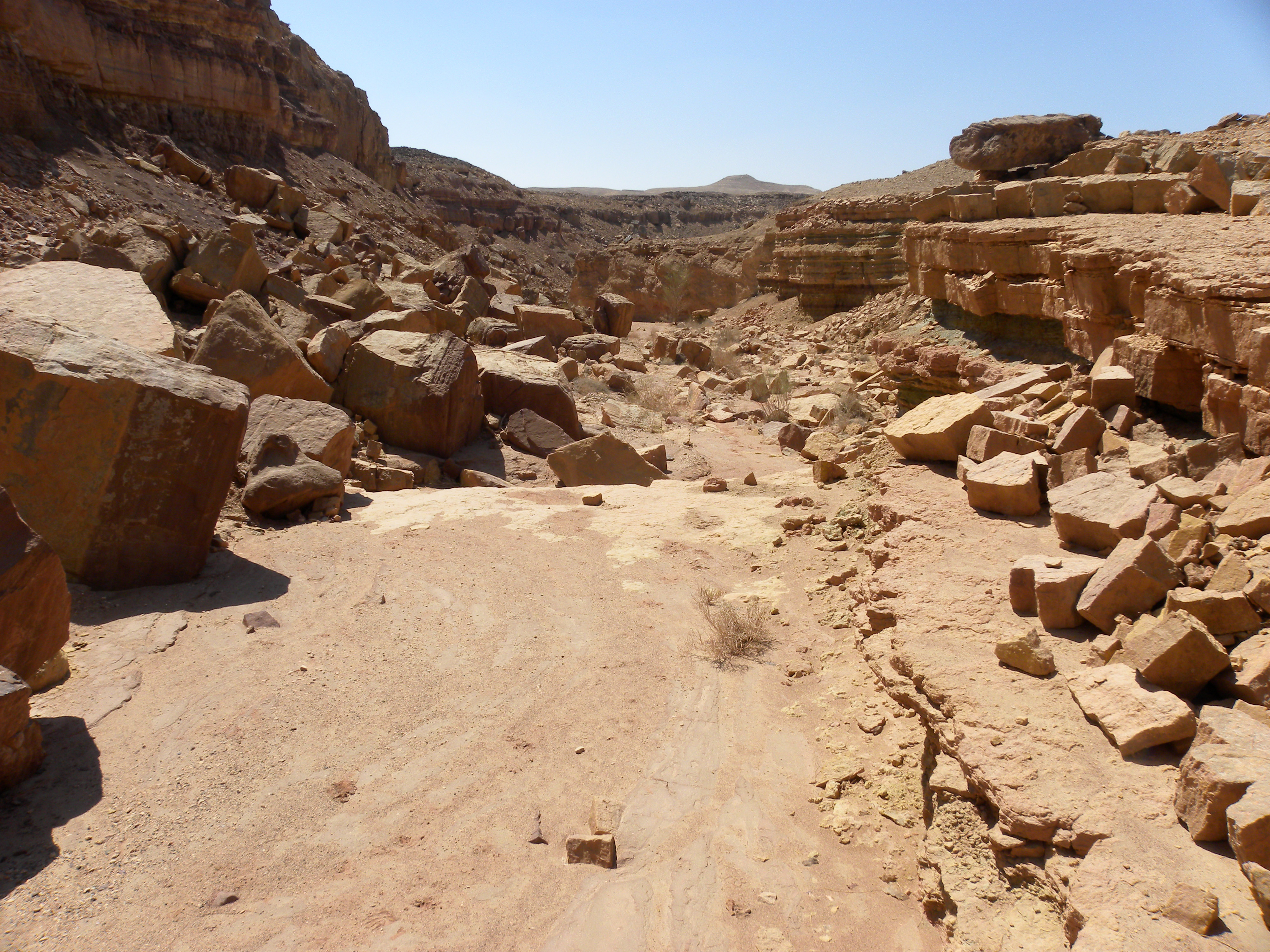
Wadi in Makhtesh Ramon, 以色列旱谷，顯示重力崩壞作用在運動。

崩壞作用是岩石和沈積物在傾斜表面上的向下和向外運動， 主要是重力慣性。
大量運動是侵蝕過程的重要部分，並且通常是山區中風化材料的分解和運輸的第一階段。它將材料從較高的高度移動到較低的高度，其中其它侵蝕劑例如水流和冰川然後可以拾取材料並將其移動到甚至更低的高度。質量運動過程總是在所有斜坡上連續發生；一些質量運動過程的行為非常緩慢；其他的發生非常突然，經常帶來災難性的後果。岩石或沉積物的任何可察覺的下坡運動通常被稱為滑坡。然而，滑坡可以以更詳細的方式分類，反映了運動發生的機制和運動發生的速度。這種活動的非常緩慢形式的可見的地形表現之一是岩屑堆。
坍落發生在陡峭的山坡上，沿著明顯的斷裂帶發生，經常發生在像黏土這樣的材料中，一旦釋放，它們可能很快下滑。在某些情況下，坍落度是由斜坡下的水使其變弱造成的。在許多情況下，是由公路的不良工程造成的。

## 影響土壤侵蝕的因素

### 氣候
降雨量的數量和強度是控制水土壤侵蝕的主要氣候因素。如果強降雨發生在土壤表面沒有被植被良好保護的時間或地點，則這種關係特別強烈。這可能是在農業活動離開土壤的時期，或在半乾旱氣候地區，其中植被是自然稀少的。風侵蝕需要強風，特別是在乾旱時期，當植被稀疏和土壤乾燥時（因此更易受侵蝕）。其他氣候因素，如平均溫度和溫度範圍，也可能影響侵蝕，通過它們對植被和土壤性質的影響。一般來說，由於類似的植被和生態系統，具有更多降水（特別是高強度降雨），更多風力或更多風暴的區域預計會有更多的侵蝕。
在世界的一些地區（例如美國中西部），降雨強度是侵蝕性的主要決定因素，較高強度的降雨通常導致水的更多的土壤侵蝕。降雨的大小和速度也是一個重要因素。較大和較高速度的雨滴具有較大的[動能]，因此它們的撞擊將使土壤顆粒的距離大於較小的，較慢移動的雨滴。
在西歐地區，徑流和侵蝕是由層狀降雨相對較低的強度落在先前飽和的土壤上造成的。在這種情況下，降水量而不是強度是決定水土壤侵蝕嚴重程度的主要因素。

### 土壤結構和組成

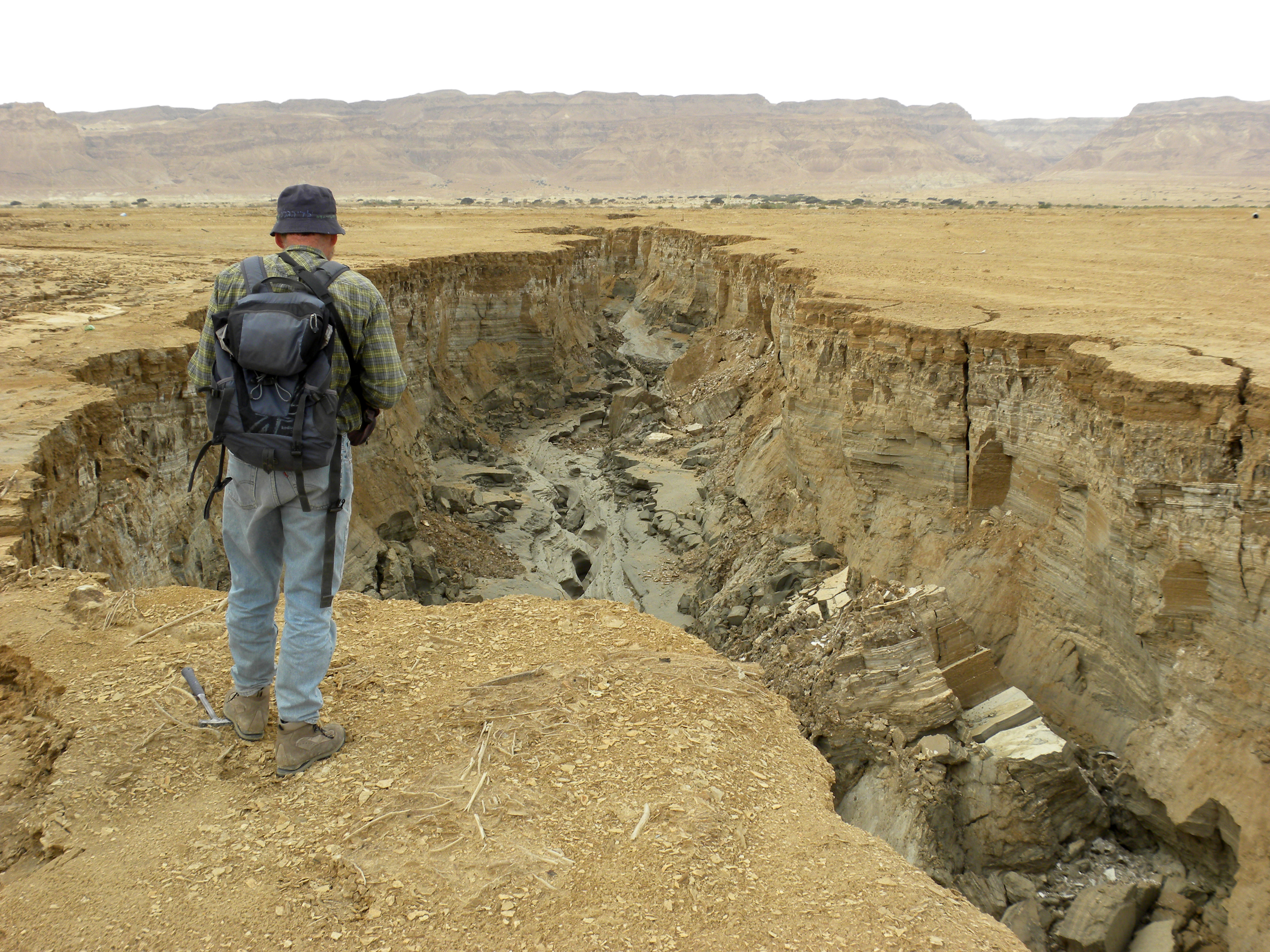
未固結的死海（以色列）的侵蝕溝沉積在西南岸。 這個溝壑是在不到一年的時間內洪水中挖掘出來的。

土壤的組成，水分和壓實都是決定降雨侵蝕性的主要因素。含有更多粘土的沉積物比那些具有沙子或淤泥的沉積物更易於侵蝕，因為粘土有助於將污垢顆粒粘結在一起。含有高含量有機材料的土壤通常更耐侵蝕，因為有機材料凝結土壤膠體並產生更強的，更穩定的土壤結構。在沉澱之前存在於土壤中的水的量也起重要作用，因為它對可以被土壤吸收的水的量設置限制（並且因此防止其作為侵蝕性徑流在表面上流動）。濕的、飽和的土壤將不能吸收盡可能多的雨水，導致更高水平的表面徑流，因此對於給定體積的降雨具有更高的侵蝕性。土壤壓實也影響土壤對水的滲透性，因此也影響作為徑流流失的水量。 更加緊密的土壤將具有比較少壓實的土壤更大量的表面徑流。

### 植被
植被作為大氣和土壤之間的界面。它增加雨水滲透到土壤中，從而減少徑流。它保護土壤免受風，這導致風侵蝕減少，以及微氣候的有利變化。植物的根部將土壤結合在一起，並與其他根交織，形成更不易受水和風蝕的影響的更加固體的物質。植被的去除增加了表面侵蝕的速率。

### 地形
土地的地形決定地表徑流將流動的速度，這反過來確定徑流的侵蝕性。更長、更陡的坡度（特別是沒有足夠植被覆蓋的那些）在大雨期間更容易受到非常高的侵蝕速率，比較短、不太陡的坡度、陡峭的地形也更容易發生泥石流。

## 增加水土流失的人類活動

### 慣習農業

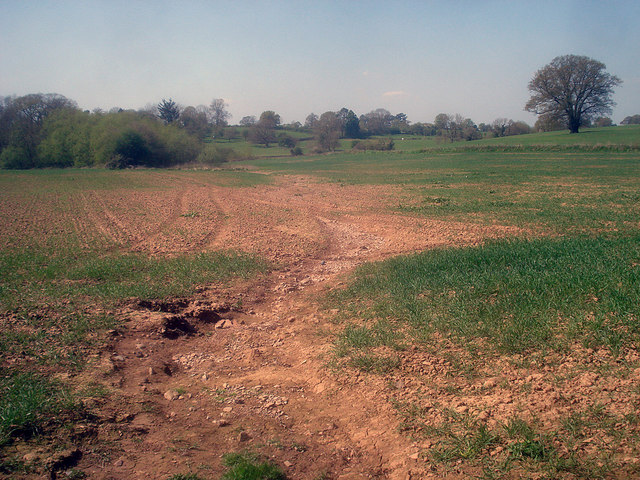
這樣的耕地非常容易受到降雨的侵蝕，這是由於植被覆蓋的破壞和耕作期間土壤的鬆動。

慣習農業是全球侵蝕速度增加的最大因素。農田的耕地將土壤分解成更細的顆粒，是主要因素之一。由於機械化的農業設備允許深耕，這嚴重增加了可通過水蝕進行運輸的土壤的數量，這個問題在現代被加劇了。其他包括單一種植，在陡坡上耕作，農藥和化肥的使用（其殺死將土壤粘在一起的生物）、排種以及表面灌溉。由於土壤侵蝕事件的大小選擇性性質，可能產生關於限定土壤養分損失的複雜的總體情況。例如，在較細的侵蝕部分中，磷的損失相對於整個土壤更大。推斷這一證據以預測接收水生系統中的後續行為，原因是與更粗的級分相比，更容易運輸的材料可以支持更低的溶液P濃度。耕地還通過使土壤脫水並將其分解成可被風拾取的較小顆粒來增加風蝕速率。重放牧減少植被覆蓋並導致嚴重的土壤壓實，這兩者都增加腐蝕速率。

### 砍伐森林

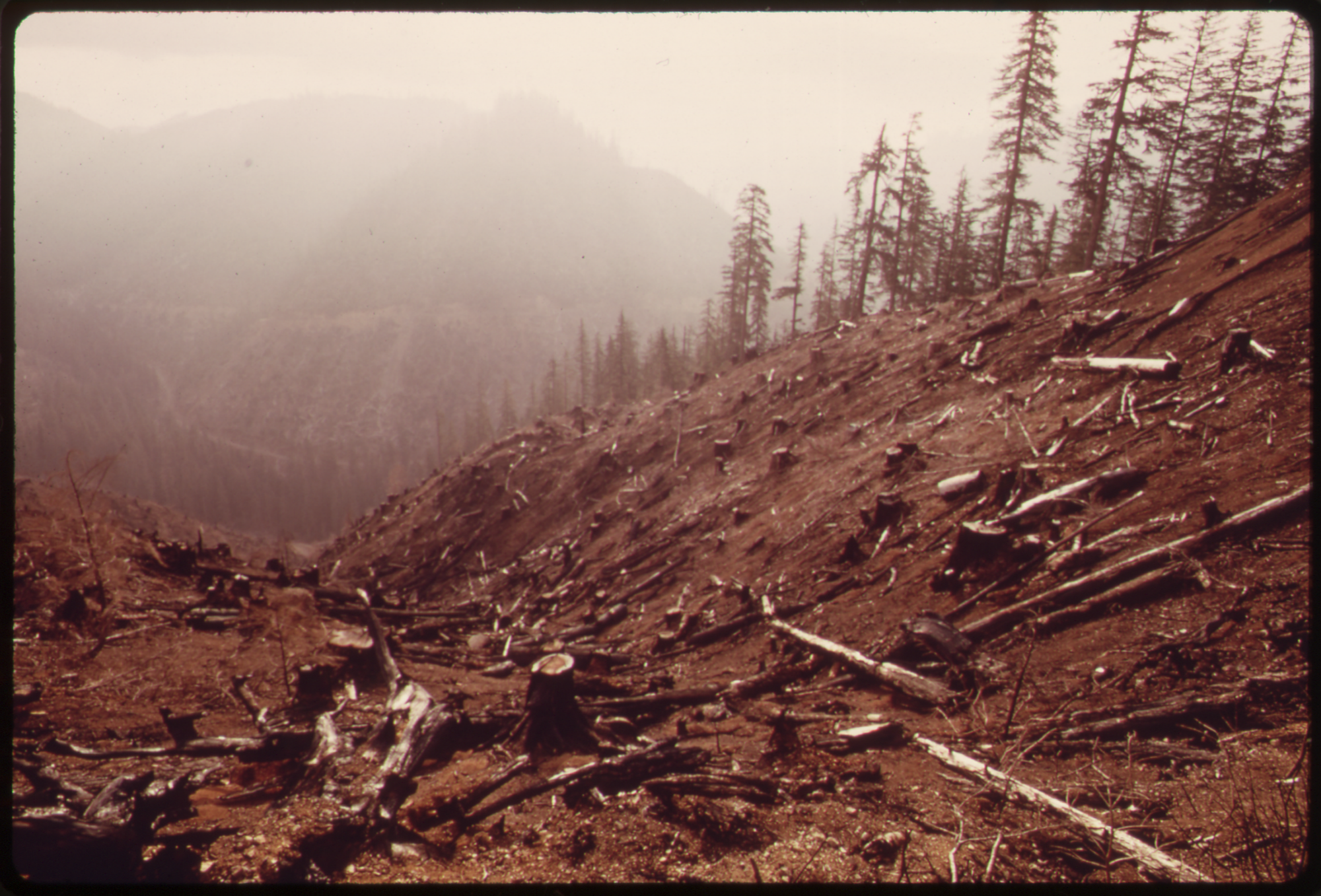
在這個當中，幾乎所有的植被都從陡坡的表面上剝離，在一個有大雨的地區。嚴重侵蝕發生在這種情況下，造成流沉積和營養豐富表土的損失。

在未受干擾的森林中，礦物土被一層覆蓋森林地面的廢棄物和腐殖質保護。這兩層在土壤上形成吸收雨滴衝擊的保護墊，並使雨水得以減緩並滲入下面的土壤，而不是作為地表徑流在表面上流動。樹和植物的根保持土壤顆粒，防止它們被沖走。植物覆蓋物用於降低在撞擊地面之前撞擊葉片和莖的雨滴的速度，從而減少它們的動能。防止表面侵蝕的主要是地面層而不是樹冠層，因為樹冠層通常高於能使雨滴達到終點速度的8公尺，雨滴通常在擊中樹冠層後仍可以重獲終點速度。不過完整的地面層上堆積的葉片和有機物質，仍然能夠吸收降雨的影響。
砍伐森林通過從土壤表面除去腐殖質和凋落物層，去除了將土壤結合在一起的植被覆蓋物而引起土壤壓實。一旦火災或伐木移除了樹木，入侵率變高，侵蝕低到森林地板保持完好的程度。嚴重的如果緊接著暴雨可能導致顯著的進一步侵蝕。
全球範圍內2006年侵蝕性土壤流失的最大貢獻者之一是熱帶森林的砍伐和焚燒。在地球的一些地區，一個國家的整個部門都沒有生產效率。例如，在馬達加斯加高中心高原上，佔該國土地面積的大約百分之十，幾乎整個景觀都是植被光禿的，溝壑腐蝕的溝通常超過50公尺深和1公里寬。

### 道路和城市化
城市化對侵蝕過程有重大影響 - 首先是剝蝕植被覆蓋土地，改變排水模式，在施工期間壓實土壤; 接下來通過在瀝青或混凝土的不可滲透層中覆蓋土地，增加表面徑流的量並增加地面風速。從城市地區（特別是道路）徑流中攜帶的大部分沉積物被燃料，油和其他化學品高度污染。這種增加的徑流，除了侵蝕和降解流經的土地，還通過改變流經它們的水的體積和速率，並且對它們進行化學污染的沉積，對周圍流域造成嚴重破壞。通過當地水道的增加的水流也導致土地侵蝕速度的大幅增加。

### 氣候變化
在過去幾十年觀察到的更暖的大氣溫度預計將導致更劇烈的水文循環，包括更極端的降雨事件。由於氣候變化而發生的[海平面上升]]也大大增加了海岸侵蝕率。

## 全球環境影響

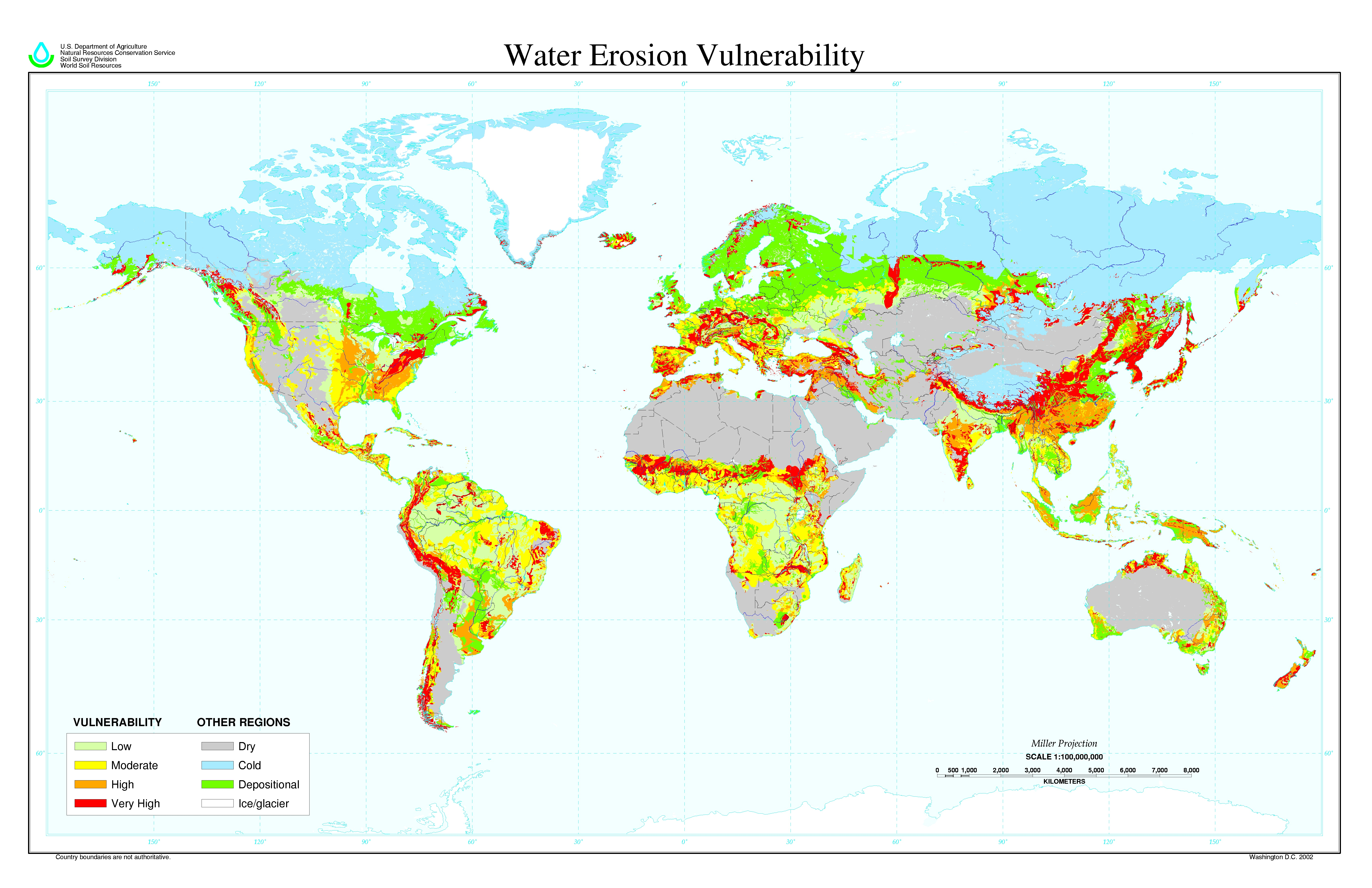
世界地圖指示容易受侵蝕的地區。

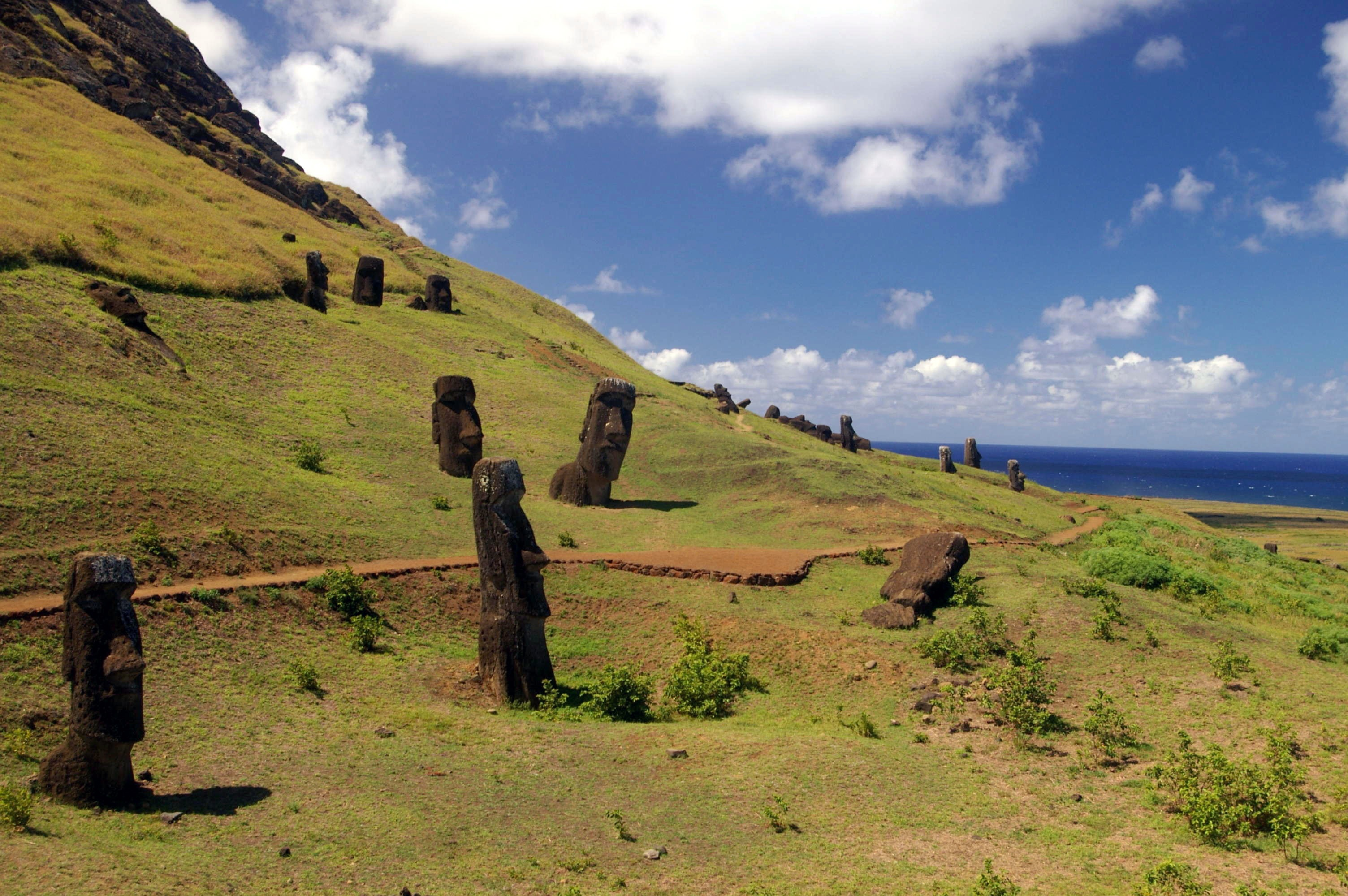
在17和18世紀，復活節島由於砍伐森林和不可持續的農業做法而遭受嚴重侵蝕。 由此造成的表土損失最終導致生態崩潰，造成群島飢餓和復活節島文明的完全瓦解。

由於其生態效應的嚴重性及其發生的規模，侵蝕是我們今天面臨的最重要的全球環境問題之一。

### 土地退化
水和風侵蝕現在是土地退化的兩個主要原因；結合起來，他們負責84％的退化面積。
每年，大約750億噸土壤從土地侵蝕這是自然速度的13至40倍的速度。世界上約40％的農地嚴重退化。根據聯合國，每年因為乾旱，砍伐森林和氣候變化，烏克蘭面積肥沃的土地面積減少。在非洲，根據聯合國大學設在加納的自然研究所，如果當前土壤退化趨勢繼續下去，該大陸可能只能在2025年前為其人口提供25％非洲資源。
由於侵蝕造成的土壤肥力損失是進一步的問題，因為反應通常是施用化肥，這導致進一步的水和土壤污染，而不是允許土地再生。

### 水生生態系統的沉積
由於過量沉積物流入世界水道的影響，土壤侵蝕（特別是來自農業活動）被認為是擴散水污染的全球主要原因。沉積物本身作為污染物，以及作為其他污染物的載體，如附著的農藥分子或重金屬。
增加沉積物對水生生態系統的影響可能是災難性的。泥沙可以窒息魚的產卵床，通過填充在流床上的礫石之間的空間。它還減少了它們的食物供應，並且當沉積物進入其鰓時，引起它們的主要呼吸問題。水生植物和藻類生物的生物多樣性減少，無脊椎動物也無法生存和繁殖。雖然沉積事件本身可能相對短暫，但由大量死亡引起的生態破壞通常在未來持續很長時間。
世界上最嚴重和長期存在的水蝕問題之一是在中華人民共和國，在[黃河]的中層和[長江]的上游。黃河每年超過16億噸的沉積物流入海洋。沉積物主要來自西北黃土高原區域的水土流失。

### 空氣粉塵污染
在土壤風蝕期間拾取的土壤顆粒是空氣污染的主要來源，空氣中顆粒 -灰塵的形式。這些空氣中的土壤顆粒通常被有毒化學品如農藥或石油燃料污染，當他們以後著陸或被吸入或攝入時構成生態和公共健康危害。
灰塵從侵蝕起作用以抑制降雨並將天空顏色從藍色改變為白色，這導致紅色日落的增加。塵埃事件與加勒比和佛羅里達州主要自1970年代以來珊瑚礁的健康下降有關。類似的塵埃起源於戈壁沙漠，它與污染物結合，在下風向或東向傳播大距離進入北美。

## 監測、測量和模擬水土流失

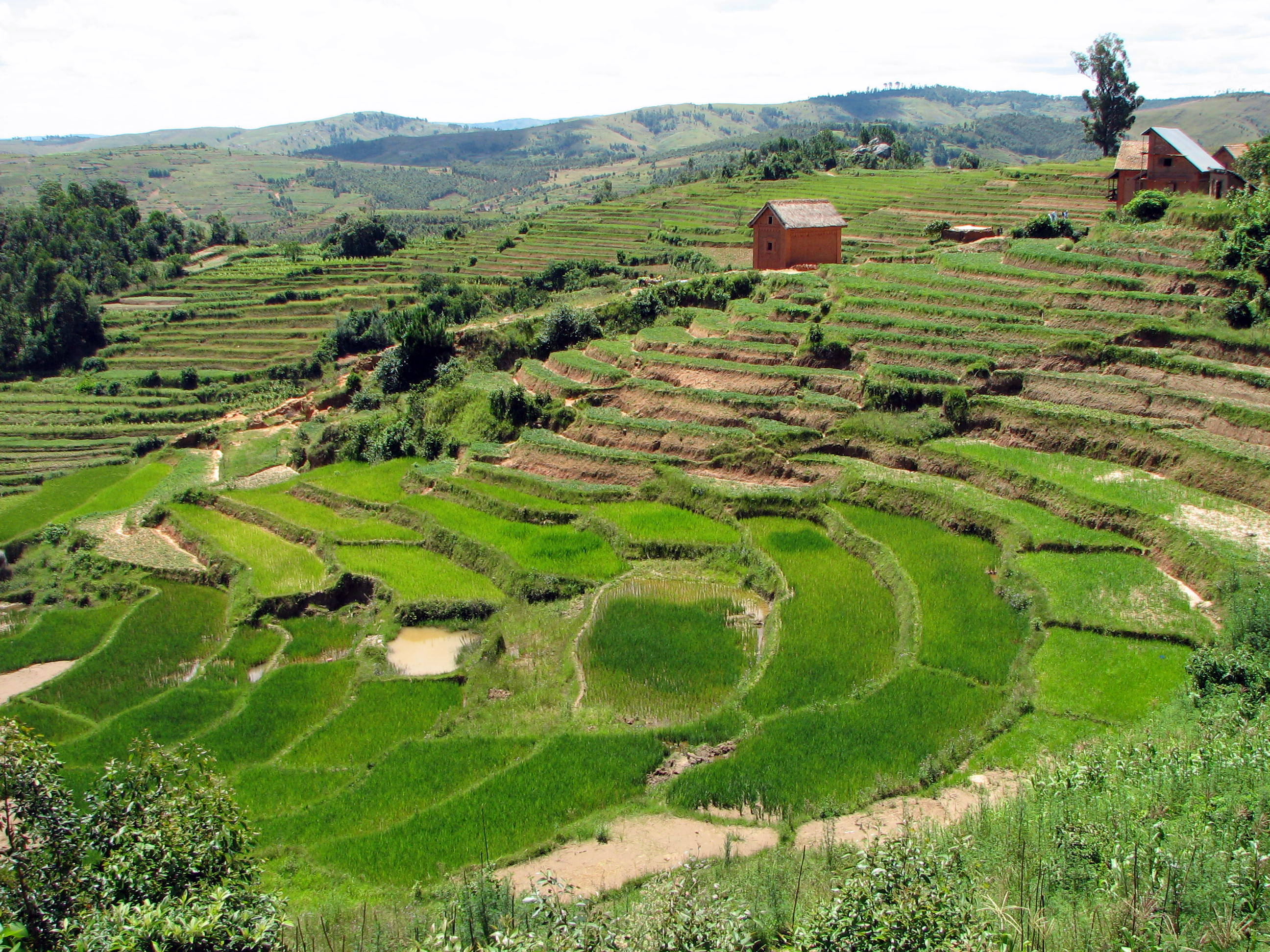
梯田是一種古老的技術，可以顯著減慢水耕侵蝕的速度。

侵蝕過程的監測和建模可以幫助人們更好地理解土壤侵蝕的原因，對侵蝕進行預測在一系列可能條件下的情景規劃，併計劃然而，侵蝕過程的複雜性和必須考慮的科學學科的數量來理解和建模它們（例如氣候學、水文學、地質學、水文學、土壤科學、農業、化學、物理等）使準確的建模具有挑戰性。 侵蝕模型也是非線性的，這使得它們難以在數字上工作，並且使得難以或不可能按照通過對較小的圖採樣所收集的數據來對大面積進行預測。
最常用的預測水土流失土壤流失的模型是「通用土壤流失公式」（USLE）。這是在20世紀60年代和70年代開發的。它估計一塊地塊面積上的年平均土壤流失量（A）：
A = RKLSCP
其中R是降雨沖蝕指數，K是土壤沖蝕指數，L和S表示地形因子（其中L為坡長因子，S為坡度因子），C是覆蓋與管理因子，P則是水土保持處理因子。
儘管USLE的plot-scale spatial focus，該模型經常被用於估計更大面積上的土壤侵蝕，例如集水區或甚至整個陸地。例如：修正版通用土壤流失公式（Revised Universal Soil Loss Equation，RUSLE）最近被用於量化整個歐洲的土壤侵蝕。這是科學上有爭議的，有幾個原因。一個主要問題是，USLE不能模擬溝槽侵蝕，因此在任何基於USLE的侵蝕評估中忽略來自溝槽的侵蝕。然而，溝渠侵蝕可能是耕地和牧草土地總侵蝕的很大比例（10-80％）。
在引入USLE後的50年中，已經開發了許多其它土壤侵蝕模型。但是由於土壤侵蝕及其構成過程的複雜性，當驗證時，即當將模型預測與侵蝕的現實測量進行比較時，所有侵蝕模型都可能產生不令人滿意的結果。

## 預防和治理

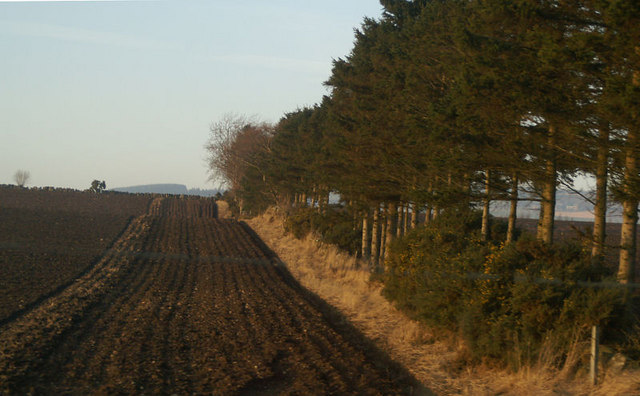
一個防風林（一排樹）種植在一個農田旁邊，作為抵抗強風的盾牌。 這降低了風蝕的影響，並提供了許多其他好處。

防止侵蝕的最有效的已知方法是增加土地上的植被覆蓋，這有助於防止風和水的侵蝕。梯田是一種非常有效的侵蝕控製手段，它已經被世界各地的人們實踐了數千年。防風林（也稱為防護林）是沿著農田的邊緣種植的樹木和灌木，以遮蔽風場。除了顯著減少風蝕外，防風林還提供許多其它益處，例如改善作物（其受到脫水和其他損害性風的影響），有利的鳥類物種的棲息地，固碳，和美學改善農業景觀。傳統的種植方法，如混合種植而不是單作和作物輪作也已顯示出顯著降低侵蝕速率。作物殘留物在緩解侵蝕中起作用，因為它們減少了雨滴破壞土壤顆粒的影響。 當生產馬鈴薯時，比種植穀物或油籽作物時侵蝕的可能性更大。 牧草具有纖維根系，其通過將植物錨定到土壤的頂層並覆蓋整個田地來幫助抵抗侵蝕，因為它是non-row crop。在熱帶沿海系統中，紅樹林的性質已被作為減少土壤侵蝕的潛在手段加以研究。 已知它們的複雜根結構有助於減少來自暴風雨和洪水沖擊的波浪損傷，同時結合和建造土壤。 這些根可以減緩水流，導致沉積物沉積和減少侵蝕率。 然而，為了保持沉積物平衡，需要存在充足的紅樹林寬度。

## 進一步閱讀
- Boardman, John; Poesen, Jean. . Wiley. 2006. ISBN 978-0-470-85910-0.
- Montgomery, David.  1st. University of California Press. October 2, 2008  [2017-01-30]. ISBN 978-0-520-25806-8. （原始内容存档于2020-08-01）.
- Montgomery, David R. (2007) Soil erosion and agricultural sustainability （页面存档备份，存于） PNAS 104: 13268-13272.
- Brown, Jason; Drake, Simon. . Wiley. 2009.
- Vanoni, Vito A. (编). . . ASCE Publications.   [2017-01-30]. ISBN 978-0-7844-0823-0. （原始内容存档于2020-08-01）.
- Mainguet M. & Dumay F., 2011. Fighting wind erosion. One aspect of the combat against desertification. Les dossiers thématiques du CSFD. N°3. May 2011. CSFD/Agropolis International, Montpellier, France. 44 pp. （页面存档备份，存于）

## 外部連結
- The Soil Erosion Site（页面存档备份，存于）
- International Erosion Control Association
- Soil Erosion Data （页面存档备份，存于） in the European Soil Portal
- USDA National Soil Erosion Laboratory （页面存档备份，存于）
- The Soil and Water Conservation Society（页面存档备份，存于）